# 伊豆登山車賽場
伊豆登山車賽場（日语：／ Izu MTB Kōsu）是位於日本靜岡縣伊豆市的室外體育場地。此處舉辦2020年夏季奧林匹克運動會山地自行車比賽。

## 外部連結
- 日本サイクルスポーツセンター （页面存档备份，存于） （日語）
- 伊豆MTBコース 東京2020オリンピック・パラリンピック競技大会 （页面存档备份，存于） （日語）